# Jim Frey
Pour les articles homonymes, voir Frey.
James Gottfried Frey, dit Jim Frey (né le 26 mai 1931 à Cleveland (Ohio) et mort le 12 avril 2020 à Ponte Vedra Beach (Floride)), est un dirigeant américain de baseball.
Il est le gérant (manager) des Royals de Kansas City de la Ligue majeure de baseball en 1980 et 1981, menant l'équipe à son premier titre de la Ligue américaine, puis dirige les Cubs de Chicago de 1984 à 1986. De novembre 1987 à novembre 1991, il est directeur général des Cubs.

## Carrière
Jim Frey joue au baseball comme voltigeur dans les ligues mineures avec des clubs affiliés aux Braves de Boston, aux Braves de Milwaukee, aux Dodgers de Brooklyn, aux Phillies de Philadelphie, aux Cardinals de Saint-Louis et aux Pirates de Pittsburgh, de 1950 à 1963, sans atteindre la Ligue majeure de baseball. Il est nommé joueur de l'année en 1957 dans la Texas League.
Frey passe ensuite 15 ans à l'emploi des Orioles de Baltimore, comme gérant en ligues mineures, dépisteur, puis instructeur de 1970 à 1980 dans les années 1970 chez les Orioles alors dirigés par Earl Weaver.
Succédant à Whitey Herzog comme gérant des Royals de Kansas City, Jim Frey mène l'équipe au titre de la division Ouest de la Ligue américaine après une saison 1980 de 97 victoires et 65 défaites, puis à une première participation à la Série mondiale. Pour la première fois champions de la Ligue américaine, les Royals perdent la Série mondiale 1980 face aux Phillies de Philadelphie. Les Royals ont 30 victoires contre 40 défaites lorsqu'ils congédient Frey et le remplacent par Dick Howser le 31 août 1981. Le directeur général des Royals, Joe Burke, justifie sa décision en qualifiant d'« erreur » l'embauche de Frey, à qui il reproche d'être incapable de motiver ses joueurs. En 232 matchs de saison régulière à la barre des Royals, l'équipe gagne 127 parties contre 105 défaites, pour un pourcentage de victoires de ,547.
En octobre 1983, après deux saisons passées comme instructeur des frappeurs des Mets de New York, Jim Frey est nommé gérant des Cubs de Chicago. La première saison, en 1984, voit les Cubs remporter 96 matchs contre 65 défaites et participer aux séries éliminatoires pour la première fois depuis 1945. Le rêve des Cubs se termine toutefois abruptement en Série de championnat de la Ligue nationale où, après avoir remporté les deux premiers matchs pour s'approcher à une victoire de la Série mondiale, Chicago perd les trois suivants et subit l'élimination aux mains des Padres de San Diego. Frey est, à tort ou à raison, traité comme un bouc émissaire pour avoir retiré son lanceur partant, Rick Sutcliffe, prématurément dans le 3e match contre San Diego, espérant le faire lancer lors du premier match d'une éventuelle Série mondiale 1984.
Les Cubs remportent 196 matchs et en perdent 182 sous les ordres de Frey, pour un pourcentage de victoires de ,519 en 379 parties. Frey est congédié le 12 juin 1986.
En novembre 1986, Frey signe un contrat pour être commentateur sportif à la radio lors des matchs des Cubs. Un an plus tard, en novembre 1987, il est nommé directeur général des Cubs de Chicago, prenant le poste laissé vacant par la démission de Dallas Green. Une de ses premières décisions est de nommer au poste de gérant des Cubs Don Zimmer, son ancien instructeur qui avait été congédié en même temps que lui en juin 1986. Sous les ordres de Zimmer, les Cubs remportent le titre de la division Est de la Ligue nationale en 1989. 
L'une des transactions les plus mémorables effectuées par Frey durant ses années comme directeur-général est celle qui en décembre 1988 envoie Rafael Palmeiro et Jamie Moyer des Cubs aux Rangers du Texas en échange, entre autres, du stoppeur Mitch Williams. Les relations entre Frey et le président des Cubs, Dan Grenesko, s'effritent avec le temps, particulièrement après que ce dernier l'oblige à congédier Zimmer de son poste de gérant. En novembre 1991, Frey est démis de ces fonctions de directeur général, rôle dans lequel Larry Himes le remplace, et assigné au poste de vice-président senior. Les Cubs ne le reconduisent pas dans ce rôle et le laissent partir en novembre 1992.